# The Song of Ram Dass
The Song of Ram Dass is een miniatuur van de Engelse componist John Foulds. Foulds bevond zich met zijn vrouw Maud McCarthy in India op het moment dat deze compositie het levenslicht zag.
De compositie is tot stand gekomen met als basis een melodietje dat zijn vrouw neuriede. Zij neuriede een melodie in Indiase stijl. Het deuntje groeit uit tot een haast epische compositie.
Eenzelfde methode kreeg Dmitri Sjostakovitsj voorhanden met een deuntje dat zijn dochter op de piano speelde; het werd het hoofdthema van zijn zevende symfonie.
De muziek is noch Brits, noch Indiaas. De muziek klinkt te exotisch voor de klassieke muziek en lichte muziek in Engeland uit die periode. De muziek klinkt verre van Indiaas, aan de exotische akkoorden zou men meer richting Armenië denken. Het enige puur-Indiase is de figuur van Ram Das, die in de titel genoemd wordt, maar verdere verwijzing is onduidelijk.
Het werkje begint met lage strijkinstrumenten waarboven een hobo of althobo een gedragen melodie speelt; deze melodie wordt later door het orkest overgenomen. De orkestratie doet Ravelachtig aan. De melodie is zo vakkundig in elkaar gezet, dat het, net als Keltic Lament van deze componist, zich meteen in het hoofd zet.

## Bron en discografie
- Uitgave Warner Classics: City of Birmingham Symphony Orchestra o.l.v. Sakari Oramo